# Wildcard (Informatik)
Wildcard (vom englischen Wildcard, einer Spielkarte im Poker), Joker (nach Joker, einer Spielkarte) oder Platzhalter bezeichnet im Computer-Bereich einen Platzhalter für andere Zeichen. Dieses Konzept wird des Öfteren auch als Globbing oder Trunkierung (Abschneiden) bezeichnet.

## Weitere Details
Viele Kommandozeileninterpreter und andere Programme erlauben den Einsatz solcher Platzhalter, um beispielsweise Gruppen von Dateien anzusprechen, die ähnliche Namen haben. Auch Suchfunktionen in Texteditoren kennen derartige Platzhalter. Des Weiteren arbeiten Suchmaschinen wie z. B. Google oder websiteinterne Suchfunktionen wie z. B. in der Wikipedia damit.
Vielfach verwendete Platzhalter sind:
- das Fragezeichen (?) für genau ein Zeichen
- der Unterstrich (_) für genau ein Zeichen
- das Sternchen (*) für beliebig viele (auch null) Zeichen
- das Prozentzeichen (%) für beliebig viele (auch null) Zeichen
- das Rautezeichen (#) für einen numerischen Wert.
- das Ausrufezeichen (!) als Ausschluss

Eine Suche nach ?aus findet alle Zeichenketten, die auf aus enden und davor ein beliebiges Zeichen haben; Beispiele wären haus, Haus, Maus und raus. Die Suche nach *aus liefert dagegen auch etwa heraus und aus; *[!K]atze findet Fratze, Matratze etc., auch Siamkatze, nicht aber Katze, während mit *[!Kk]atze auch keine Siamkatze u. ä. mehr gefunden wird.
Aus Dateinamen, welche einen Zeitstempel enthalten, können Datumsbereiche ausgewählt werden. Beispielsweise wählt 202503*.mp4 Filmaufnahmen aus März 2025 aus.
Manche Programme, wie etwa POSIX-kompatible UNIX-Shells, und Programmiersprachen erweitern das Platzhalterprinzip zu regulären Ausdrücken, die unter anderem mehrere Zeichen an einer Stelle zulassen: Dazu werden eckige Klammern verwendet. So steht etwa [BfN]ett für die drei Wörter Bett, fett und Nett und Schmi[dt]t für Schmidt oder Schmitt.
Die Datenbanksprache SQL verwendet den Unterstrich (_) als Platzhalter für ein Zeichen und das Prozentzeichen (%) als Platzhalter für eine beliebige Anzahl von Zeichen.
| Typ                                | beliebig viele Zeichen | genau 1 Zeichen | genau 1 Ziffer | Sonderzeichen                                          |
| ---------------------------------- | ---------------------- | --------------- | -------------- | ------------------------------------------------------ |
| SQL (LIKE)                         | %, * (Access)          | _, ? (Access)   |                | [%] findet %, [_] findet _, [[] findet [, []] findet ] |
| Open SQL (ABAP/SAP) (CP, NP, SE16) | *                      | +               |                | #* findet *, #+ findet +, ## findet #                  |
| Reguläre Ausdrücke                 | .*                     | .               | \d             | siehe Reguläre Ausdrücke in der Praxis                 |